# Quatuor Ysaÿe
Pour les articles homonymes, voir Ysaÿe.
Le quatuor Ysaÿe est un quatuor à cordes français fondé en 1984 par des étudiants du Conservatoire de Paris. Il ne doit pas être confondu avec l'ensemble belge dont il a pris le nom, le quatuor Ysaÿe qui avait été fondé en 1886 par Eugène Ysaÿe, Mathieu Crickboom, Léon van Hout (en) et Joseph Jacob (en). Il porte au plus haut l'art du quatuor français pendant trente ans avant d'interrompre son activité en 2014,.

## Historique
Fondé en 1984, le quatuor Ysaÿe se constitue au Conservatoire national supérieur de musique de Paris où il étudie auprès de Jean Hubeau et Jean-Claude Pennetier.
Dès sa création, le Quatuor travaille également avec le Quatuor LaSalle et le Quatuor Amadeus, qui aura sur lui une profonde influence sur leur affinité pour les classiques viennois, mais aussi sur leur style de jeu et sur le raffinement de leur sonorité. En 1988, le groupe accède à la notoriété internationale grâce à son premier prix du concours de quatuor à cordes d'Évian. Dès 1993, le quatuor Ysaÿe fonde une classe consacrée à l'enseignement du quatuor à cordes dans le cadre du Conservatoire national supérieur de musique de Paris.
En 2006, il interprète l'intégrale des 69 quatuors à cordes de Joseph Haydn au festival de Besançon.
En 2014, il annonce que son concert du 24 janvier sera le dernier et, en guise d'adieu, donne un programme marathon mêlant des œuvres de Debussy, Beethoven, Mozart, Fauré et Schönberg.

### Membres
Les membres de l'ensemble étaient :
- premier violon : Christophe Giovaninetti (entre 1984 et 1995) puis Guillaume Sutre (premier violon, jouant sur un Carlo Tononi de 1727 puis de Jean-Baptiste Guadagnini de 1770 et de Gregorio Antoniazzi de 1749) ;
- second violon : Romano Tommasini (entre 1984 et 1985) puis Luc-Marie Aguera (jouant sur un violon Johannes Tononi puis de J.-B. Guadagnini de 1770) ;
- alto : Miguel da Silva (jouant sur un alto Storioni de 1790 puis un Nicolas Bergonzi de 1792 ayant appartenu à Peter Schidlof, altiste du Quatuor Amadeus) ;
- violoncelle : Carlos Dourthe (entre 1984 et 1986) puis Michel Poulet (1986-1995), Marc Coppey (1995-2000), François Salque (2000-2004), enfin Yovan Markovitch (jouant sur un violoncelle Petrus Guarneri de 1739).

### Récompenses
Le Quatuor a remporté des prix à plusieurs concours internationaux : Trapani (second prix), Portsmouth (second prix en 1988) et Évian (premier prix en 1988). Il a été remarqué pour ses enregistrements des quatuors de Debussy et Ravel et, avec le pianiste Pascal Rogé, des quintettes de Gabriel Fauré.

## Créations
Le Quatuor Ysaÿe est le créateur de plusieurs œuvres, d'André Boucourechliev (Miroir II, 1992), Régis Campo (Les Heures maléfiques, quatuor no 1, dédié au quatuor Ysaÿe, 2005), Friedrich Cerha (Quintette avec clarinette, avec Paul Meyer, 2006), Pascal Dusapin (Quatuor no 3, 1993), Thierry Escaich (La Ronde, pour piano et quatuor, 2000), Philippe Fénelon (Quatuor no 1 « Per archi », 2003), Franck Krawczyk (Quatuor no 3, 1998) et Éric Tanguy (Quatuor no 2, 2000), notamment.